# Argisa
Argura (en griego antiguo, Ἄργουρα) o Argisa (en griego homérico, Ἆργισσα) fue una antigua ciudad griega de Tesalia situada a orillas del río Peneo, a 40 estadios de Átrax. Fue mencionada por Homero en el Catálogo de las naves de la Ilíada. El geógrafo griego Estrabón dice que fue renombrada Argusa (Ἆργουσσα). Esteban de Bizancio erróneamente da el nombre de Argura (Ἆργουρα), presumiblemente por confusión con la Argura de Eubea mencionada en 114.1. El gentilicio es argusios (Ἆργούσσιος). Estaba situada en la tetras de Pelasgiótide.
Argisa Magula es un asentamiento neolítico, en un montículo (tell), que fue excavado por Vladimir Milojčić de la Universidad de Heidelberg en los años 1950. Afirmó haber hallado evidencias del Neolítico precerámico A, lo que ha sido muy discutido. Se ha hallado también cerámica micénica pero no es seguro que hubiera continuidad en el asentamiento entre la Edad del Bronce y el principio de la Edad del Hierro. Con respecto a restos de periodos posteriores, los hay del recinto amurallado de los siglos V y IV a. C., de aparejo isódomo, con torres cuadradas. Se han localizado el ágora y los templos han sido identificados. Otro material cerámico encontrado cubre desde el siglo VII a. C. al III d. C. Dedicatorias halladas atestiguan el culto a Apolo Pitio y a Artemisa.